# Jimmy Harrison
Pour les articles homonymes, voir Harrison.
Jimmy Harrison, né James Henry Harrison le 17 octobre 1900 à Louisville dans le Kentucky, mort le 23 juillet 1931 à New York, est un tromboniste de jazz américain.

## Biographie
Harrison commence à jouer du trombone à 15 ans, jouant dans la région de Toledo, dans l'Ohio. Il joue au base-ball à un niveau Semi-professionnel, mais choisit de poursuivre plutôt sa carrière dans la musique, lorsqu'il rejoint une troupe de minstrel show à la fin des années 1910.
Il dirige son propre ensemble de jazz à Atlantic City à partir de 1919, et joue également dans les groupes de Charlie Johnson (en) et de Sam Wooding. Il rejoint ensuite Détroit où il joue avec Hank Duncan (en) et Roland Smith. De retour à Toledo, il joue lors de soirées avec June Clark (en) et James P. Johnson, puis passe un temps à New York City avec Fess Williams (en).
En 1924, June Clark prend la tête de l'ensemble de Harrison, bien que ce dernier continue de s'y produire. En 1925 Harrison commence à travailler avec Billy Fowler, avec lequel il collabore plusieurs années. Il joue également avec Duke Ellington au milieu des années 1920. À la fin de la décennie, il joue avec Elmer Snowden et Fletcher Henderson. Lors d'une tournée avec Henderson en 1930, il commence à souffrir d'une maladie à l'estomac, ce qui ne l'empêche pas de jouer encore quelques mois avec Chick Webb. Il meurt toutefois des suites de cette atteinte à l'estomac, en 1931.
Dans son ouvrage autobiographique Endetté comme une mule, Éric Losfeld le considère comme « le premier véritable soliste au trombone ».